# Kristaps Nežborts
Kristaps Nežborts (geboren am 24. September 1997) ist ein derzeit nicht aktiver lettischer Skispringer.

## Werdegang
Kristaps Nežborts gab im Januar 2013 im rumänischen Râșnov sein Debüt im FIS Cup. Bei den Nordischen Junioren-Skiweltmeisterschaften 2013 im Liberec sprang er im Einzelwettkampf von der Normalschanze auf den 62. Platz. Wenige Wochen später erreichte er in dem gleichen Wettbewerb beim Europäischen Olympischen Winter-Jugendfestival 2013 abermals in Râșnov den 54. Rang. Bei den Nordischen Skiweltmeisterschaften 2013 in Predazzo scheiterte er an der Qualifikation für einen der Einzelwettkämpfe, der ebenfalls von der Normalschanze ausgetragen wurde.
Zwei Jahre später nahm er auch an den Nordischen Skiweltmeisterschaften 2015 im schwedischen Falun teil. Im Einzelspringen von der Normalschanze scheiterte er allerdings ebenso an der Qualifikation für den Wettbewerb wie wiederum zwei Jahre später bei den Nordischen Skiweltmeisterschaften 2017 im finnischen Lahti. Dort sollte er sich bei seinen dritten Nordischen Skiweltmeisterschaften auch zum ersten Mal an der Qualifikation zum Wettbewerb von der Großschanze versuchen, zu der er dann jedoch nicht antrat.
Seit den Nordischen Skiweltmeisterschaften 2017 trat Nežborts zu keinen Wettbewerben der Fédération Internationale de Ski mehr an.
In einem Trainingslager in Predazzo sprang Nežborts im Sommer 2013 auf 123,0 Meter und stellte damit einen inoffiziellen nationalen lettischen Rekord auf.